# Quincy A. Gillmore
Qunincy Adams Gillmore (Lorain County, 28 februari 1825 - Brooklyn, 7 april 1888) was een generaal in de Amerikaanse Burgeroorlog die bekend stond om zijn innovaties op het gebied van militaire techniek.

## Levensloop
Gillmore werd geboren in Black River in de staat Ohio op 28 februari. Zijn naam ontleent hij aan zijn vader die een groot supporter van president John Quincy Adams was, en dus besloot Gillmore naar hem te vernoemen.
In 1845 ging Gillmore naar West Point waar hij als beste van zijn klas afstudeerde. Na zijn afstuderen ging hij bij het Corps of Engineers. Hij werd aangewezen naar New York waar hij de staats hoogste militaire ingenieur werd.
Toen hij in 1861, aan het begin van de Amerikaanse Burgeroorlog, een andere baan wilde die zich meer op het slagveld afspeelde werd hij overgeplaatst om generaal Thomas W. Sherman te assisteren bij zijn expedities naar de kusten van South Carolina; hij kreeg daar de taak om verdedigingswerken te bouwen op het nieuwe veroverde gebied. 
Sherman besloot om richting de stad Savannah te gaan, die goed werd verdedigd door Fort Pulaski. Gillmore kreeg de taak om een manier te vinden om het fort over te nemen. Het lukte hen binnen drie dagen. Tijdens deze campagne werd hij ziek door Malaria. Aan het einde van 1862 werd hij overgeplaatst naar Ohio waar hij de taak kreeg om zuidelijke soldaten onder het bevel van generaal Kirby Smith uit de staat te verdrijven.
In 1864 werd hij overgeplaatst naar generaal Benjamin Butler, de twee kregen echter ruzie waarop hij naar Washington DC werd overgeplaatst, waar hij een belangrijke rol speelde in het tegenhouden van generaal Jubal Early zijn opmars richting de stad. 
Hij stierf in 1888 in Brooklyn.